# 암맥

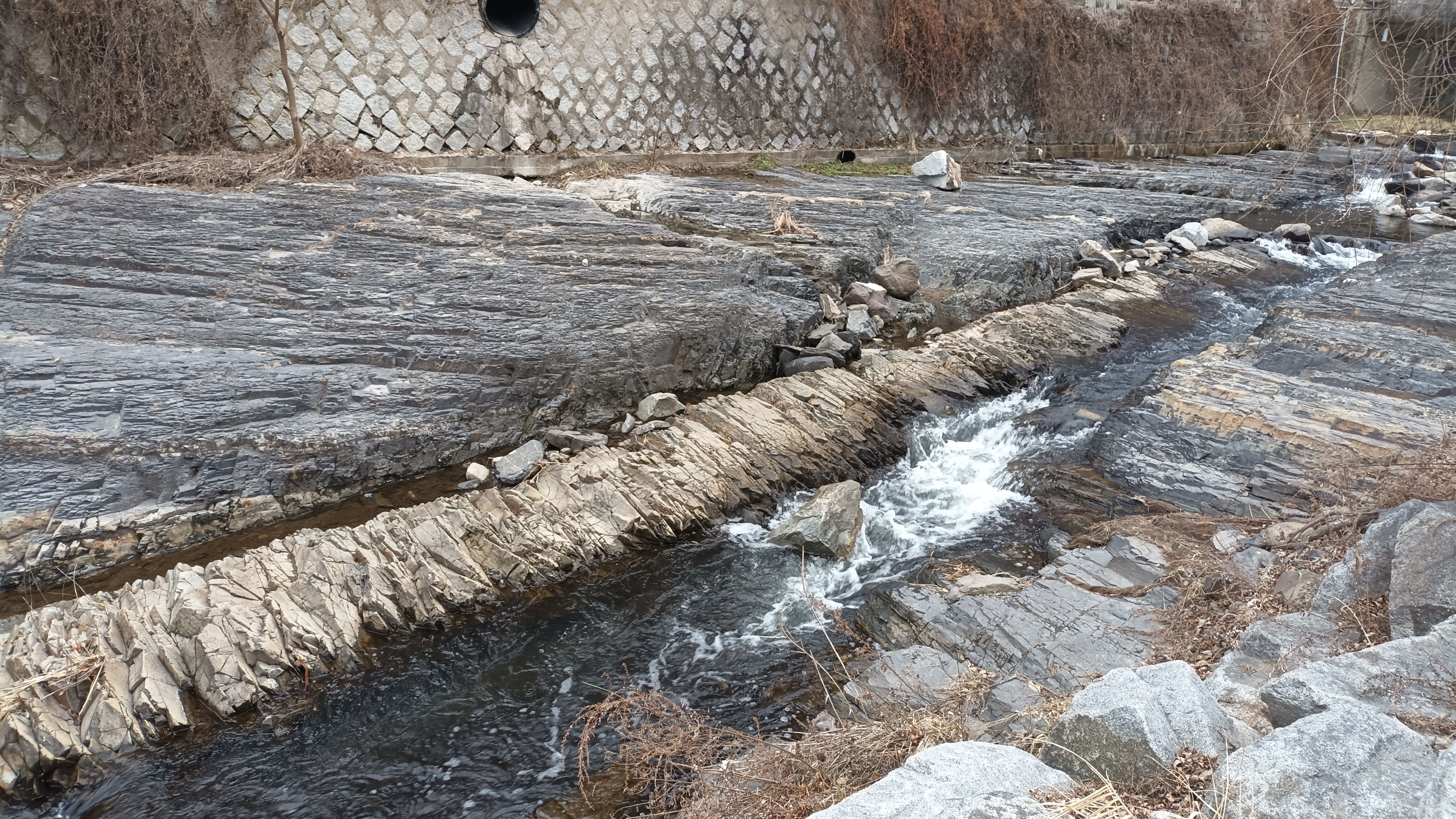
대구광역시 수성구 고산동 욱수천 공룡발자국화석산지의 욱수천 하상의 암회색 반야월층을 관입한 밝은색의 암맥

암맥(岩脈, Dike/Dyke)은 암석의 균열에 마그마가 맥상(脈相)으로 관입하여 주변의 암석과 부조화적 관계를 보이는 소규모의 화성암, 관입암이다. 퇴적암, 변성암, 화성암 등 모든 종류의 암석에 형성될 수 있다. 암맥의 관입을 받은 암석을 모암(母巖)이라 한다.

## 개요
마그마가 암석을 뚫고 관입하며 땅속 깊은 곳에서 천천히 식은 암석을 심성암이라 하며, 이보다 조금 더 위로 올라와서―지표까지는 도달하지 않는다―모암을 관입한 후 식은 암석을 반심성암(半深成巖) 또는 암맥이라 한다.

### 구분
암맥은 구성 물질에 따라 마그마성 암맥(magmatic dike)과 쇄설성 암맥(clastic dike)으로 구분된다. 암맥은 일반적으로 암석의 갈라진 틈이나 단층과 같은 기존 암석에 존재하는 단열(fracture)을 따라 마그마가 유입되는 수동형 관입(passive injection)과 새로운 단열을 생성하면서 관입하는 능동형 관입(active injection)으로 구분된다. 이중 수동형 관입 암맥은 수십 % 이상의 지각 측방 신장과 함께 일정한 방향성을 가진 암맥군(群)을 형성한다. 따라서 수동형 관입 암맥군의 방향성과 공간적 분포 특성을 조사하면 고응력장을 해석할 수 있다.
반심성암인 마그마성 암맥은 이산화 규소(SiO2)의 함량에 따라 산성, 중성, 염기성으로 구분된다. 이산화 규소의 함량이 65% 이상이면 산성암맥, 55% 이하이면 염기성암맥 또는 황반암(煌班巖)이라 지칭하며, 이산화 규소 함량이 그 중간이면 중성암맥이라 부른다.

### 응력
응력(Stress)은 최대주응력축(σ1), 중간주응력축(σ2), 최소주응력축(σ3) 3개 성분의 방향과 크기에 의해 정해진다. 이들은 주응력축으로 불리며 서로 직교하고 수직(σV) 및 수평방향(σH)으로 나누어진다. 암맥은 주향 이동 단층 또는 정단층이 형성되는 응력조건 하에서 형성되며 암맥의 주향은 최소주응력축(σ3)에 직교하고 최대수평압축주응력축(σHmax)의 방위로 된다. 따라서 암맥의 주향에 의해 σ3, σHmax 두 가지 응력축을 결정할 수 있다. 그러나 σHmax가 최대주응력축(σ1)인지 중간주응력축(σ2)인지는 암맥의 주향만으로 결정할 수 없어, 주변의 단층, 습곡, 절리, 활성단층 등으로 응력장을 추정하여 보완한다.

## 한국
한국에는 여러 암석을 관입한 암맥이 어느 지역에서나 무수히 많이 발달하며 특히 청송 송강리 습곡구조, 정동심곡바다부채길, 남해 가천마을 다랑이 논 해안에서 암맥을 자세히 관찰할 수 있다.

### 정동심곡바다부채길
강릉시 정동진의 정동심곡바다부채길에는 평안 누층군 함백산층의 노두가 드러나 있으며 이를 관입한 소규모의 암맥이 다수 관찰된다.
정동심곡바다부채길, 평안 누층군 함백산층을 관입한 암맥
- 북위 37° 40′ 01.9″ 동경 129° 03′ 18.7″ / 북위 37.667194°  동경 129.055194°
- 북위 37° 40′ 02.3″ 동경 129° 03′ 19.0″ / 북위 37.667306°  동경 129.055278°
- 북위 37° 40′ 34.5″ 동경 129° 03′ 18.3″ / 북위 37.676250°  동경 129.055083°
- 북위 37° 40′ 40.5″ 동경 129° 03′ 08.8″ / 북위 37.677917°  동경 129.052444°
- 북위 37° 40′ 42.2″ 동경 129° 03′ 07.7″ / 북위 37.678389°  동경 129.052139°
- 북위 37° 40′ 42.8″ 동경 129° 03′ 07.4″ / 북위 37.678556°  동경 129.052056°

### 울진군 해안
울진군 매화면에 분포하는 중생대 쥐라기 흑운모 화강암은 몇몇 지역에서 3~7 m 폭의 각섬석, 분암, 페그마타이트, 석영반암, 석영맥 등의 암맥을 포함하고 있다. 특히 울진군 매화면 오산2리 해안에는 화강암을 관입한 밝은색의 산성암맥과 어두운색의 염기성 암맥이 다수 관찰되며 둘이 교차하는 곳도 있다. 
울진군 매화면 오산리의 흑운모 화강암
- 화강암을 관입한 어두운색 염기성암맥
- 밝은색 산성암맥
- 어두운색 염기성암맥
- 밝은색 산성암맥
- 밝은색 산성암맥 (어두운 부분은 염기성암맥이 아니라 그림자)
- 밝은 산성암맥과 어두운 염기성암맥
- 산성암맥과 염기성암맥이 거의 직각으로 교차한다. 밝은색 산성암맥이 먼저 관입했고 염기성암맥이 나중에 생성되었음을 알 수 있다.
- 어두운색 염기성암맥

### 청송 송강리 습곡구조
청송군 파천면 송강리의 청송 송강리 습곡구조는 석회규산염암에 드러난 습곡 구조이며 청송 유네스코 세계지질공원의 지질명소로, 이곳에서는 습곡 외에 암맥과 단층 구조도 있다. 이곳에서는 관입시기를 달리하는 3종류의 산성암맥이 인지되며, 이들은 습곡축면을 절단하거나 다른 암맥을 관입하였다.
청송 송강리 습곡구조 석회규산염암을 관입한 암맥
- 북위 36° 29′ 05.9″ 동경 129° 01′ 20.2″ / 북위 36.484972°  동경 129.022278°
- 북위 36° 29′ 05.8″ 동경 129° 01′ 19.9″ / 북위 36.484944°  동경 129.022194°
- 북위 36° 29′ 06.1″ 동경 129° 01′ 20.1″ / 북위 36.485028°  동경 129.022250°
- 북위 36° 29′ 06.1″ 동경 129° 01′ 20.1″ / 북위 36.485028°  동경 129.022250°
- 북위 36° 29′ 06.1″ 동경 129° 01′ 20.1″ / 북위 36.485028°  동경 129.022250°
- 북위 36° 29′ 06.1″ 동경 129° 01′ 20.1″ / 북위 36.485028°  동경 129.022250°

### 성주군
성주군의 포천계곡과 무흘구곡에서는 선캄브리아기 메타텍틱편마암과 반상변정 편마암을 관입한 암맥을 관찰할 수 있다. 
성주군 포천계곡과 무흘구곡의 암맥
- 메타텍틱편마암을 관입한 어두운색 암맥
포천계곡 캠퍼벨리펜션 전면 하상, 북위 35° 52′ 19.0″ 동경 128° 07′ 59.0″ / 북위 35.871944°  동경 128.133056°
- 반상변정 편마암을 관입한 어두운색 암맥
무흘구곡 성주 사인암 하상, 북위 35° 54′ 20.0″ 동경 128° 03′ 33.0″ / 북위 35.905556°  동경 128.059167°

### 산청군
산청군 단성면 사월리 지역에서 국도 제20호선 확장 공사를 진행하면서, 영남 지괴의 기반암인 메타텍틱편마암/차노카이트의 노두와 이를 관입한 암맥이 드러났다.
산청군 단성면 사월리 지역 편마암을 관입한 암맥

### 연일구조선
김진섭 외(2002)는 연일구조선 양쪽에 분포하는 암맥들을 조사하여 이들이 암석기재학 그리고 지화학적으로 동일하다고 보고하였으며, 김종선 외(2005)는 한반도 남동부의 제3기 암맥군과 화산암류를 대상으로 아르곤-아르곤 연대 측정을 실시하여 연일구조선 동서 양편 염기성 암맥군의 관입 연대가 각각 47.3±0.8 Ma 및 48.0±1.3 Ma (신생대 고제3기 에오세 루테티아절)으로 거의 동일한 것으로 보고하였다. 이들 연구 결과는 연일구조선이 제3기 지각변형 동안 지괴의 시계방향 회전 운동을 규제한 주요 지구조선임을 지시한다.

### 송도반도 지질탐방로
부산광역시 서구 암남동의 송도반도 지질탐방로는 송도반도 해안에 있는 부산국가지질공원의 지질명소이며 해안 지질탐방로(Geotrail)이다. 송도반도 지질탐방로에서는 중생대 백악기의 다대포층과 이를 관입한 유문암질 암맥을 관찰할 수 있다. 유문암질 암맥은 밝은 노란색을 띠며 붉은색/암회색을 띠는 다대포층에 비해 풍화와 침식에 더 강해 돌출되어 있어 다대포층과 쉽게 구분할 수 있다. 이곳에서는 거의 유사한 방향의 유문암질 암맥 3개가 암맥군(dike swarm)을 형성한다.
송도반도 지질탐방로의 다대포층을 관입한 유문암질 및 현무암 암맥
- 유문암질 암맥 정면
- 유문암질 암맥 측면

### 고성 덕명리 공룡과 새발자국 화석산지
고성군 (경상남도) 하이면 덕명리의 고성 덕명리 공룡과 새발자국 화석산지에는 공룡 발자국 화석 외에 경상 누층군 진동층을 관입한 암맥이 드러나 있어 해안 산책로에서 관찰할 수 있다.
고성 덕명리 공룡과 새발자국 화석산지 진동층을 관입한 암맥
- 암맥(Dyke) 표지판
북위 34° 54′ 26.2″ 동경 128° 09′ 15.8″ / 북위 34.907278°  동경 128.154389°
- 진동층을 관입한 암맥
북위 34° 54′ 26.2″ 동경 128° 09′ 15.8″ / 북위 34.907278°  동경 128.154389°

### 거제 신선대
거제시 남부면 갈곶리의 거제 신선대는 경상 누층군 성포리층으로 구성된 거대한 바위이자 지질명소로, 이곳에서는 연흔과 건열 외에 퇴적암인 성포리층을 부조화적으로 관입한 어두운 색의 안산암질 암맥이 관찰된다.
거제 신선대 성포리층을 관입한 암맥
- 북위 34° 44′ 16.7″ 동경 128° 39′ 45.7″ / 북위 34.737972°  동경 128.662694°
- 북위 34° 44′ 16.9″ 동경 128° 39′ 45.6″ / 북위 34.738028°  동경 128.662667°
- 북위 34° 44′ 16.9″ 동경 128° 39′ 45.7″ / 북위 34.738028°  동경 128.662694°
- 멀리 드러난 절벽에 암맥이 보인다.
- 북위 34° 44′ 16.9″ 동경 128° 39′ 46.5″ / 북위 34.738028°  동경 128.662917°

### 통영시추도
공달용(2024)은 통영시의 섬 추도에서 총 26매의 고철질 암맥을 발견하였고, 이들을 상세히 조사하여 이들 암맥들이 교육 및 학술자료로서 가치가 높다고 평가하였다. 주로 섬의 서측에 발달하는 고철질 암맥들은 암회색 내지 암녹색을 띠고 주로 안산암질 조성의 암맥으로 주변 화산암에 비해 형태와 색이 두드러져 인지하기 쉽다. 암맥의 폭은 0.8~2.0 m 범위에 1m 내외의 것들이 우세하며 가장 두꺼운 것은 4 m에 이른다. 암맥의 길이는 약 20~70 m이며 가장 긴 것은 약 196 m에 달한다 암맥 관입면의 방향성은 북서-남동과 서북서-동남동 주향이 가장 우세하게 나타나며, 간혹 북북동-남남서 방향의 암맥이 관찰된다. 암맥에는 절리의 표면을 따라 나타나는 독특한 풍화 구조와 주상절리, 두 개의 암맥들이 서로 반대 방향에서 전파되어 만나면서 만들어지는 암맥 분절(dike segment)과 이음부(dike bridge), 상호 횡절관계(cross-cutting relationship) 등 다양하고 교과서적인 구조가 나타난다.

### 남해군다랭이마을 해안
남해 가천마을 다랑이 논이 있는 남해군 남면 흥현리 해안에는 우백색 화강암의 노두가 드러나 있으며, 이곳의 노두에는 위성 사진으로도 보일 정도로 매우 선명한 암맥을 관찰할 수 있다. 이 해안은 남해 가천마을 다랑이 논 마을길을 통해 접근할 수 있다.
남해 가천마을 다랑이 논 지역 우백질 화강암을 관입한 암맥

### 여수시동부 해안
여수시 신덕동에서 만흥동에 이르는 해안을 따라 다수(8~10조)의 산성암맥이 유천층군 웅방산층을 북북동-남남서 방향으로 관입해 있다. 산성암맥은 알칼리장석화강암에서 기원한 것으로 보인다.
여수시 모사금해수욕장 북측

### 그 외
한국의 암맥
- 평안 누층군 함백산층을 관입한 밝은색 암맥, 강릉시 금진항
북위 37° 39′ 06.3″ 동경 129° 02′ 58.1″ / 북위 37.651750°  동경 129.049472°
- 평안 누층군 녹암층을 관입한 밝은색 암맥, 문경시
북위 36° 39′ 40.7″ 동경 128° 07′ 27.4″ / 북위 36.661306°  동경 128.124278° }
- 흑운모 화강암질 편마암을 관입한 밝은색 암맥, 문경시 산북면 이곡리 지방도 제923호선 도로변
북위 36° 41′ 15.2″ 동경 128° 15′ 19.2″ / 북위 36.687556°  동경 128.255333°
- 왼쪽 노두의 근경
북위 36° 41′ 16.2″ 동경 128° 15′ 19.5″ / 북위 36.687833°  동경 128.255417°
- 편마암을 관입한 밝은색 암맥, 안동시
북위 36° 21′ 59.5″ 동경 128° 57′ 29.8″ / 북위 36.366528°  동경 128.958278°
- 편마암을 관입한 어두운색 암맥, 안동시
북위 36° 21′ 59.9″ 동경 128° 57′ 30.0″ / 북위 36.366639°  동경 128.958333°
- 함안층을 관입한 밝은색 암맥, 함안군
북위 35° 15′ 05.4″ 동경 128° 26′ 40.4″ / 북위 35.251500°  동경 128.444556°
- 왼쪽 사진의 근경
북위 35° 15′ 02.3″ 동경 128° 26′ 39.7″ / 북위 35.250639°  동경 128.444361°
- 가송동층을 관입한 어두운색 암맥, 포항시 청하면 유계리 국지도 제68호선 도로변
- 가송동층을 관입한 어두운색 암맥, 포항시 청하면 유계리 국지도 제68호선 도로변
북위 36° 12′ 21.0″ 동경 129° 16′ 08.0″ / 북위 36.205833°  동경 129.268889°
- 평해화강편마암을 관입한 밝은색 암맥, 울진군 기성면 구산봉산로 213

## 같이 보기
- 화성암
- 관입암